# Prugastovrati tinamu
Prugastovrati tinamu (lat. Nothura boraquira) je vrsta ptice iz roda Nothura iz reda tinamuovki. 
Živi u nizinskim, suhim i grmovitim staništima na jugoistoku Južne Amerike. Živi na nadmorskoj visini do 500 metara. Udomaćen je u sjeveroistočnom i središnjem Brazilu, istočnoj Boliviji i Paragvaju.
Dug je oko 27 centimetara. Gornji dijelovi su svjetlo-smeđi, s crnim i bijelim prugama. Grlo je bijelo, a prednji dio vrata je smećkasto-žut i s crnom crtom. Prsa su smećkasto-žuta, a trbuh je bijel. Kukma je tamno-smeđa. Noge su svjetlo-žute. 
Hrani se plodovima s tla ili niskih grmova. Također se hrani i malom količinom manjih beskralježnjaka i biljnih dijelova. Mužjak inkubira jaja koja mogu biti od čak četiri različite ženke. Inkubacija obično traje 2-3 tjedna.

## Vanjske poveznice
|  | Zajednički poslužitelj ima još gradiva o temi Nothura boraquira |
|  | Wikivrste imaju podatke o taksonu Nothura boraquira             |